# Sia (mythologie)
Pour les articles homonymes, voir SIA et Sia Furler.
Dans la mythologie égyptienne, Sia est la personnification de l'intuition qui aide à prendre les bonnes décisions. C'est l'incarnation de l'omniscience intuitive des dieux, que seul le démiurge possède. Avec Hou et Heka, il permet à celui-ci d'imaginer, d'énoncer et d'ordonner la création.
Avec Hou, il guide le soleil dans ses transformations nocturnes jusqu’à ce qu’il renaisse à l’aube, c’est pourquoi ils sont représentés à l’avant et à l’arrière de la barque de Rê. « Ce sont les deux pilotes qui dirigent la barque nocturne de Rê dans sa navigation souterraine. Hou est à l'avant de la barque et Sia à l'arrière. »